# جنایت عمدی
جنایت عمدی فیلم مستندی از محمّد رسول‌اف، سینماگر و از منتقدان حکومت جمهوری اسلامی، که دربارهٔ بکتاش آبتین که شاعر، فیلم‌ساز، عضو کانون نویسندگان ایران و یکی از زندانیان عقیدتی و سیاسی بود-ساخته شده‌است.

## محتوای مستند

بکتاش آبتین

در این مستند، با اعضای خانواده و هم‌بندیان آبتین دربارهٔ رخدادهای دوره بازداشت و بستری شدن او در بیمارستان و نیز با متخصصان حوزه پزشکی و حقوق، و تعلل نظام جمهوری اسلامی ایران در درمان او -که سرانجام باعث مرگش شد - گفت‌وگو شده‌است. این مستند، هم‌زمان با چهلمین روز درگذشت بکتاش آبتین از سه شبکه صدای آمریکا، رادیو فردا و نیز ایران اینترنشنال پخش شد.

## محکومیت سازنده مستند
رسول‌اف به دلیل ساخت این مستند و یک فیلم انتقادی (لِرد)، توسط حکومت جمهوری اسلامی، بازداشت و محاکمه شد.